# Oves setý
Oves setý (Avena sativa) je nejrozšířenější druh ovsa. Do Evropy se dostal jako plevel mezi ječmenem a pšenicí. Původ pluchatého ovsa setého sahá do oblasti Malé Asie a bezpluchý oves vznikl spontánní mutací v Číně a Mongolsku. Jedná se o nejmladší kulturní obilninu.

## Charakteristika
Jednoletá tráva, která dorůstá výšky mezi 40 až 150 cm. Má výraznou apikální dominanci. Roste jednotlivě, stébla jsou hladká, přímá a poměrně mohutná. Pochvy listů jsou lysé a jazýčky krátké, oválné, se zašpičatělými zoubky. Čepele mají dosti drsnou strukturu z obou stran, zvláště pak na okrajích, jejich barva je šedozelená, délky dosahuje zhruba 3 cm a šířky kolem 16 mm. Druhem květenství je lata. Oves je jediným druhem obilí, které netvoří obilky v lichoklasech. Doba květu se udává od června do srpna. Plevy a pluchy odstávají a při výmlatu se oddělují. Obilky jsou drobnější, hustě porostlé trichomy. Plevy jsou sedmi až jedenáctižilné s běložlutou, hnědavou, červenou, nebo i černavou barvou.

## Využití
V dřívějších dobách byl důležitou hospodářskou plodinou. Pěstoval se pro obilky, které byly zkrmovány koním (tzv. obrok), užitečná byla též sláma, kterou se krmil skot a sloužila i jako podestýlka. Po roce 1945 výrazně poklesl stav koní, což způsobilo snížení jeho pěstování. Přesto se i dnes využívá především jako krmivo pro hospodářská zvířata a k potravinářským účelům. Drobné využití najde i v kosmetickém a farmaceutickém průmyslu. V anglosaských zemích se z něj vyrábějí některé druhy piva a v Rusku se z něj připravoval alkoholický kvas.

### Zdravá výživa
Oves je vhodnou potravinou pro zdravé stravování. Velmi oblíbené jsou např. ovesné vločky, kaše, tyčinky, koktejly. Ovesné výrobky jsou zahrnovány především do výživy sportovců nebo jsou součástí hubnoucích diet. Důvodem je obsah bílkovin, které jsou důležité pro fungování lidského organismu, vlákniny, která napomáhá trávení, a dalších vitamínů a minerálů. Oves si lze pořídit v mnoha variantách. Velmi oblíbené jsou např. ovesné vločky, ale existují také tyčinky, krupice či mouka. Samotný oves lze využít jako přílohu k různým zeleninovým či masným pokrmům. Poměrně zajímavou možností je i ovesné rizoto, ve kterém stačí rýži nahradit právě touto obilovinou.

### Koně a oves
Pro koně je to jeden z nejpoužívanějších typů krmiva. Existuje oves žlutý a černý. Může se zkrmovat v podobě celých zrn, ale i mačkaný. Je to vysoce energetické krmivo, proto je nutné hlídat krmné dávky podle stupně zátěže. Není proto vhodné podávat jej koním nemocným nebo zotavujícím se z nemoci a koním, kteří nemají dostatek pohybu, pak může způsobit koliku nebo černé močení. Jádro by mělo být doplňováno senem, aby se předešlo zažívacím potížím. Žádoucím účinkem je např. zvýšení pohlavního pudu, příznivé působení na temperament a výkonnost nebo podpora tvorby mléka u kojících klisen.

### Obsahové látky a jejich indikace

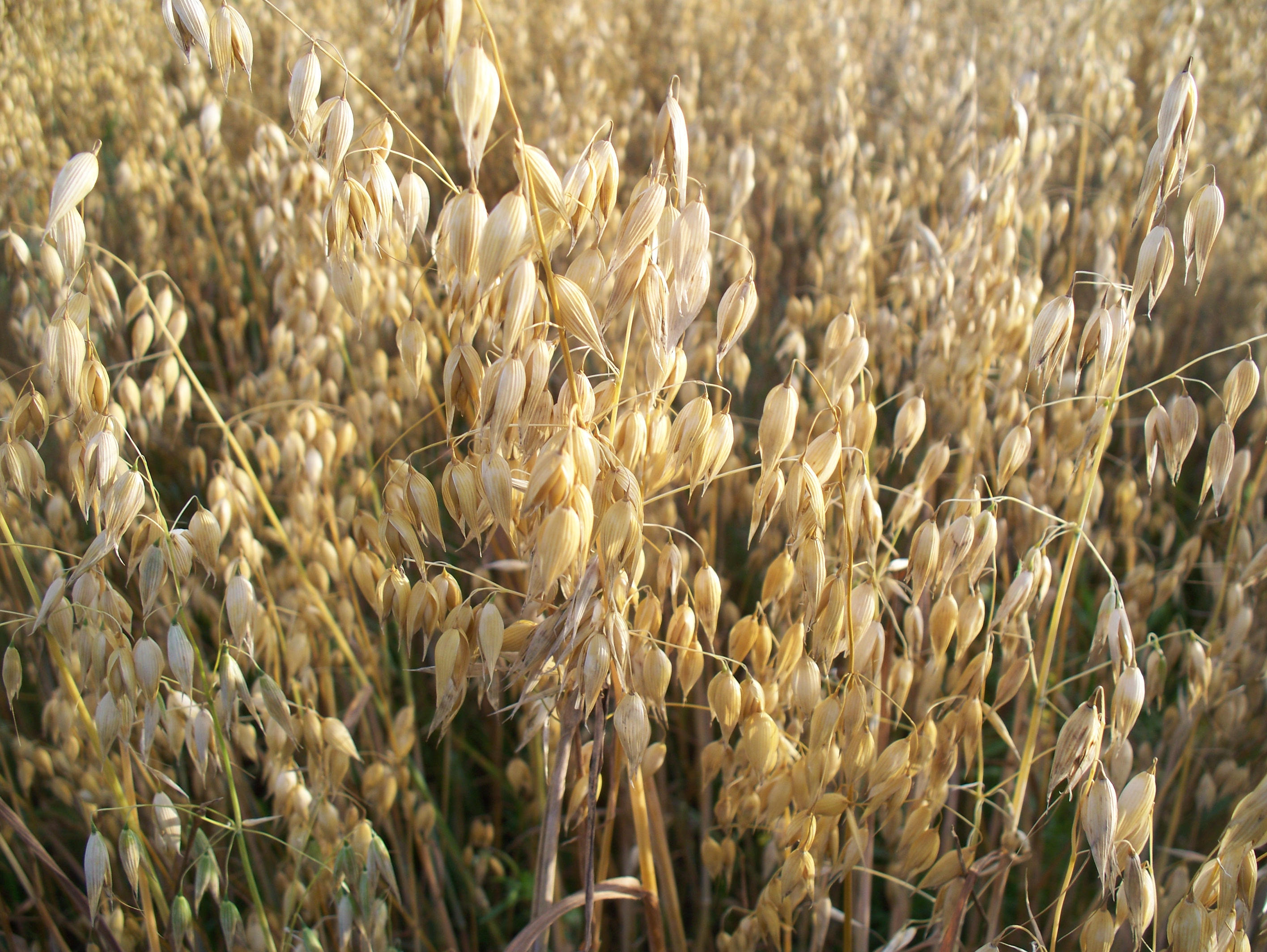
Oves na poli

Nať: rozpustné složené cukry, flavonoidy, kyselina křemičitá, saponiny, nebílkovinné aminokyseliny
Plod (obilka): bílkoviny, steroidy, škrob, saponiny, vitamíny B-komplexu, olej, glykosidy ( avenin, vanillosid)
Zrno průměrně obsahuje: 13 % bílkovin, 5 % tuku, 56 % sacharidů, 12 % vlákniny a asi 3,6 % minerálních látek.
Oves má vliv na krevní tlak. Plod snižuje hladinu cholesterolu v krvi a brzdí biosyntézu buněčných hormonů. Nať snižuje hladinu kyseliny močové a chrání jaterní tkáň před toxiny. Je také tradičně používána při akutních i chronických stavech úzkosti, při ztrátě napětí močového měchýře, ledvinových bolestech, revmatismu, nervozitě, nespavosti, stresu a mnoha dalších. Plod je užíván při potížích se zažívacím traktem, zácpě, cukrovce, žlučníkových a ledvinových obtížích nebo jako obklad ve formě ovesné kaše při problémech s dýcháním a hlasivkami. Oves se běžně nesmí konzumovat v případě bezlepkové diety - byť je oves přirozeně bezlepkový, je lepkem kontaminován při zpracování. Pro bezlepkovou dietu je nutné hledat ovesné výrobky s označením "bez lepku".

## Příbuzné druhy
- Avena rhealba („bílý oves“). Zrno je bezplušnaté a výtažek z něj obsahuje bílkoviny, škroby, lipidy, antioxidanty, fenoly a polyfenolické látky. Prokázal ve vědeckých studiích velmi dobré výsledky v ovlivnění mediátorů zánětu (eikosanoidy, kyselina arachidonová, prostaglandiny), úspěšně se využívá v lokálních přípravcích, které pomáhají zklidnit pokožku pacientů s atopickou dermatitidou.[6]
- Avena nuda (oves bezpluchý)[7]
- další odrůdy v ČR: český žlutý oves, chlumecký žlutý, dětenický, hořický, irbit, nalžovský, rychlík, studnický, táborský[8]